# Новоготическое письмо

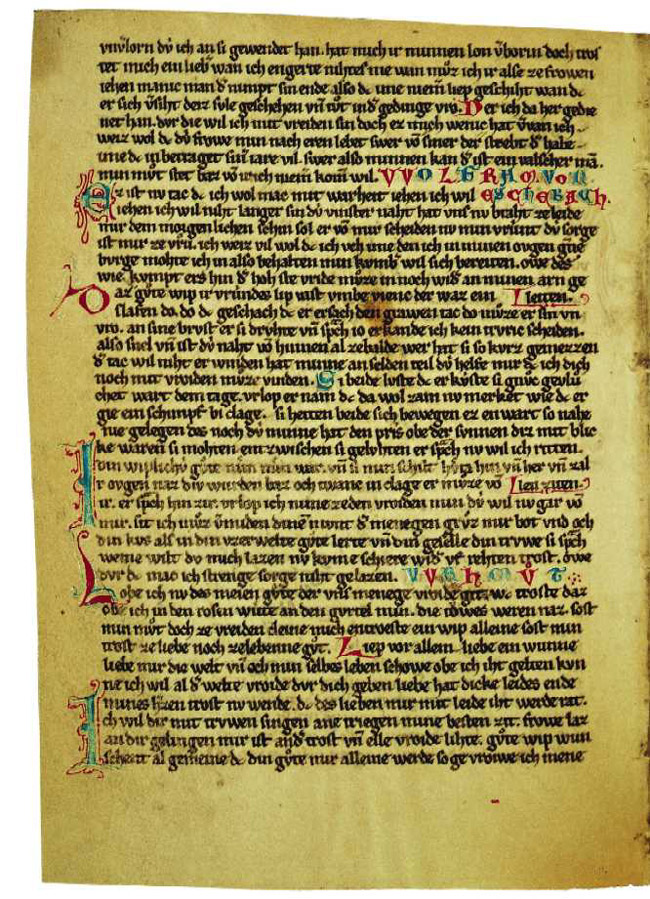
Страница из Kleine Heidelberger Liederhandschrift, написанная новоготическим (монашеским) письмом, XIII век

Новоготическое, или Монашеское письмо — название письма в документах и рукописях XIII—XVI веков, происшедшего из римского письма и получившего под руками монахов более угловатый и остроконечный вид вследствие прибавления разных украшении и вычурностей; отсюда его название в дипломатике — угловатые минускулы.
Красивейшие образцы встречаются в так называемых миссальных типах, применявшихся в служебниках и антифонариях; ему подражали изобретатели книгопечатания и их преемники, так что и в настоящее время известный калибр шрифта носит название миссального типа.
Из романских языков новоготическое письмо было вытеснено круглым римским шрифтом антиква, из немецкого, в XVI веке — ныне употребительными печатными шрифтами швабахер и фрактура.
Новейшим подражанием являются английские Blackletter.